# Reid-Gletscher (Ostantarktika)
Der Reid-Gletscher ist ein steiler Gletscher im ostantarktischen Königin-Marie-Land. Er fließt zwischen der Melba- und der Davis-Halbinsel zum Shackleton-Schelfeis.
Entdeckt wurde er von der Mannschaft der Westbasis bei der Australasiatische Antarktisexpedition (1911–1914) unter der Leitung des australischen Polarforschers Douglas Mawson. Benannt ist er nach George Reid (1845–1918), erster australischer Hochkommissare im Vereinigten Königreich.